# 台湾山荠
（學名：Draba sekiyana），是十字花科山荠属的一种多年生草本植物，分布於臺灣海拔3000－3900公尺的山區，為臺灣特有種植物。
本種最早於1934年由日本植物學家大井次三郎發表，其正模標本於1931年由關矢定一在玉山採集，藏於京都大學植物標本館。本種目前已瀕臨絕種。

## 形態
植株高3－6公分，基生葉呈蓮座狀排列，葉片為披針形至倒披針形，長4－10毫米，寬1－2毫米；莖生葉為橢圓形至窄卵圓形，兩型葉上均覆有些許軟毛。於八月至九月開花結果，花序為總狀花序，上有4－8朵花，花瓣為白色窄倒卵形，長2.5－3毫米，寬0.9－1.1毫米。果實為橢圓形，長5－10毫米，寬1.5－2.5毫米。種子為棕色橢圓形。